# 丸茂明則
丸茂 明則（まるも あきのり、1929年9月3日 - 2011年)は、日本の官僚・経済学者。

## 略歴
東京生まれ。1952年青山学院大学文学部英米文学科卒業。1955年早稲田大学第二政治経済学部卒業。1956年経済企画庁入庁。1957年アメリカ合衆国商務省に国連留学生として派遣。1970年フランスOECD日本政府代表部勤務。1983年経済企画庁調整局審議官。1985年経済企画庁調査局長。1986年国際大学教授、三菱信託銀行顧問。1994年国際大学副学長。1999年勲三等瑞宝章受勲。2000年国際大学名誉教授。没後、従四位追贈。

## 著書
- 『入門世界経済 日本からみた世界の動き』中央経済社 1979
- 『アメリカ経済 再活性化は成功するか』東洋経済新報社 1982
- 『経済大国日本の強さともろさ』中央経済社 1987
- 『アメリカ経済は甦るか』1989 講談社現代新書
- 『新入門世界経済』中央経済社 1995
- 『アメリカ経済 市場至上主義の限界』中央経済社 2002
- 『アメリカ経済の光と影』朝日新聞社 2006
- 『アメリカ経済の真実 超格差社会の限界と底力』朝日新聞出版 2012

### 共編著
- 『世界経済読本』宮崎勇共編 東洋経済新報社 1979
  - 『世界経済読本』宮崎勇,大来洋一共編 東洋経済新報社 (読本シリーズ)2002
- 『変わりゆく日本の産業構造 日米経済摩擦とその影響』編著,岡田仁孝 [ほか]著 ジャパンタイムズ シリーズ「日米関係」 1989

### 翻訳
- G.P.シュルツ, R.Z.アリバー編『所得政策論争 ガイドラインは有効か』金森久雄共監訳 東洋経済新報社 1968
- ピエール・ユリ『第三世界 従属なき経済への道』日本経済新聞社 1977
- I.M.デスラー,佐藤英夫編『日米経済紛争の解明 鉄鋼・自動車・農産物・高度技術』監訳 日本経済新聞社 1982
- ジョージ・C.ロッジ『アメリカ病を超えて 日本の共同体主義に何を学ぶか』宮崎勇共訳 ダイヤモンド社 1985
- J.O.ウィルソン『パワー・エコノミー "機能する経済"の創造』監訳 日本経済新聞社 1986

## 論文
- <丸茂明則